# Резолюция 21 на Съвета за сигурност на ООН
Резолюция 21 на Съвета за сигурност на Организацията на обединените нации е приета единодушно на 2 април 1947 г.
Тя признава за стратегическа територия бившите германски тихоокеански острови на север от екватора, които преди това са били подмандатна територия на Япония съгласно член 22 от договора за Обществото на народите, и ги обявява за подопечна територия съгласно Устава на ООН.
Резолюция 21 поставя споменатите подопечни територии под властта на Съединените американски щати, които получават правото да упражняват над въпросните острови пълна административна, законодателна и съдебна власт, включително и правото да прилагат над тези територии онези вътрешни американски закони, които сметнат, че съответстват на местните условия.
Резолюцията предоставя на САЩ правото да милитаризират тези подопечни острови, като изграждат на тяхна територия военноморски и военновъздушни бази, разполагат и назнатчават там военен персонал и осигуряват използването на доброволчески сили, помощни средства и персонал от подопечните територии при изпълнение на задълженията си на управляваща страна, възложени им от Устава на ООН, а именно при осигуряването на отбраната и охраната на правния ред в подопечните територии.
Резолюцията не дава право на свободен достъп до въздушното пространство на тези територии на чужди летателни средства, като настоява, че такова право може да бъде получено само след споразумение между САЩ и държавите, под чиято националност се намират съответните летателни средства. Освен това САЩ са овластени с правото да сключват международни договори и споразумения, приложими за населението на подопечната територия.
Резолюцията вменява на САЩ отговорността и задължението да осигуряват политически, икономически, социален, културен и образователен просперитет на населението на въпросните подопечни територии, като се задължават и да интегрират тези територии в митнически, фискален и административен съюз с другите подопечни територии, в които САЩ упражняват своята власт.
САЩ осигуряват на населението на подопечните територии статут на граждани на съответната подопечна територия и поемат неговата дипломатическа и консулска защита зад граница.
В предадените му подопечни територии Вашингтон се задължава да осигури на гражданите равенство пред закона, свобода на личността, свобода на движение, свобода на словото и съвестта, свобода на политическа принадлежност и активност, свобода на икономическа самоинициатива и активност, както и право на местно самоуправление. Освен това САЩ се ангажират да осигурят и равенство пред закона на чуждите граждани и организации, които се намират на територията на въпросните острови.